# Кадочкин, Николай Алексеевич
Николай Алексеевич Кадочкин (1894 год, с. Борское, Бузулукский уезд, Самарская губерния, Российская империя — март 1973 год, Самара, СССР) — советский государственный деятель. Нарком коммунального хозяйства Казахской ССР.

## Биография
Николай Алексеевич Кадочкин в 1894 году в селе Борское Бузулукского уезда Самарской губернии в мещанской семье. По национальности - русский. Член Коммунистической партии с 1919 г.

### Образование
В 1906 году окончил четырехлетнюю сельскую школу (с. Борское).

### Трудовая деятельность
До 1913 года работал по найму в пароходной фирме - помощник приказчика на пристани, матрос на пароходах.
В 1913-1915 годах рабочий на строительстве Самарского элеватора, служащий пароходства.
В 1915-1917 годах служил в царской армии (Юго-Западный фронт). Рядовой-пулемётчик, последний чин – старший унтер-офицер. Участник боевых действий в ходе Первой Мировой войны на Юго-Западном фронте.
В марте-ноябре 1918 года комиссар участковой Водно-транспортной ЧК (ВТЧК) (г. Самара).
В 1919-1920 годах служил в РККА: командир караульной роты, помощник военного комиссара, военный комиссар.
В 1920-1922 годах заведующий Ставропольским уездным совнархозом, заведующий уездным отделом управления, секретарь уездного комитета РКП(б) и председатель Ставропольского уездного исполкома (Самарская губерния).
В 1922-1926 годах председатель Бузулукского уездного исполкома.
В августе 1926 года избран членом Президиума Самарского губернского исполкома по постановлению 2-го пленума Самарского ГИК 13-го созыва.
В 1926-1927 годах директор мукомольного треста (г. Самара).
С мая 1927 года председатель Плановой комиссии, заместитель начальника Актюбинского губернского исполкома.
С января 1928 года временно исполняющий должность (врид) председателя Актюбинского губернского исполкома.
В мае-июне 1928 года председатель Актюбинского губернского исполкома.
В 1928- 1929 годах председатель Павлодарского окружного исполкома.
С октября 1929 года директор краевой конторы "Казснабсбыт" (г. Алма-Ата).
В 1930 году председатель правления Казахского акционерного общества "Казторг" (г. Алма-Ата).
В апреле-августе 1931 года заместитель представителя Казахской АССР при ВЦИКе (г. Москва).
С августа 1931 по февраль 1932 года председатель Петропавловского горсовета – председатель исполнительного комитета Петропавловского городского Совета рабочих, крестьянских и красноармейских депутатов.
С февраля 1932 по июль 1933 года нарком коммунального хозяйства Казахской АССР.
В 1933-1934 годах начальник политического отдела машинно-тракторной станции (с. Ефремовка Павлодарского района Восточно-Казахстанской области).
С мая 1934 года начальник политического отдела Бурлинской машинно-тракторной станции.
В 1935-1936 годах первый секретарь Бурлинского райкома ВКП(б) (Западно-Казахстанская область).
В 1936-1938 годах начальник Западно-Казахстанского областного управления коммунального хозяйства (г. Уральск).

### Репрессии и реабилитация
20 августа 1938 года был арестован органами НКВД Западно-Казахстанской области. 14 ноября 1938 года спецколлегией по уголовным делам ЗКО обвинен по статьям 58, п. 2, 58, п. 7, 58, п. 11 УК РСФСР. В ноябре того же года приговорён к 
15 годам исправительно-трудовых лагерей по обвинению в контрреволюционной деятельности. Приговор был отменён в январе 1940 года, и в июне 1940 года Кадочкин был освобождён.
После освобождения жил в Куйбышеве (ныне Самара). Умер в марте 1973 года.